# Karolina Chrapek
Karolina Chrapek (Würzburg, 18 gennaio 1990) è un'ex sciatrice alpina polacca.

## Biografia
Attiva in gare FIS dal gennaio del 2006, la Chrapek ha esordito in Coppa Europa il 28 novembre 2009 a Funäsdalen in slalom gigante e in Coppa del Mondo il 28 dicembre successivo a Lienz nella medesima specialità, in entrambi i casi senza completare la prova. Ai Mondiali di Garmisch-Partenkirchen 2011, suo debutto iridato, è stata 34ª nel supergigante, 33ª nello slalom speciale, 20ª nella supercombinata e non ha concluso lo slalom gigante; due anni dopo ha partecipato ai suoi secondi e ultimi Mondiali e a Schladming 2013 è stata 27ª nella supercombinata e non ha concluso lo slalom gigante.
Ai XXII Giochi olimpici invernali di Soči 2014, sua unica presenza olimpica, ha gareggiato in tutte le specialità: è arrivata 33ª nella discesa libera, 33ª nello slalom gigante, 17ª nella supercombinata e non ha terminato il supergigante e lo slalom speciale. Il 25 gennaio 2015 ha disputato la sua ultima gara in Coppa del Mondo, il supergigante di Sankt Moritz dove si è classificata 34ª (suo miglior piazzamento nel circuito, ottenuto altre due volte durante la sua carriera); si è ritirata al termine di quella stessa stagione 2014-2015 e la sua ultima gara è stata lo slalom speciale dei Campionati sloveni 2015, il 29 marzo a Kranjska Gora, chiuso dalla Chrapek al 6º posto.

## Palmarès

### Coppa Europa
- Miglior piazzamento in classifica generale: 100ª nel 2015

### Nor-Am Cup
- Miglior piazzamento in classifica generale: 44ª nel 2015
- 1 podio:
  - 1 terzo posto

### Campionati polacchi
- 6 medaglie:
  - 3 ori (supergigante, slalom speciale, combinata nel 2015)
  - 1 argento (slalom gigante nel 2013)
  - 2 bronzi (slalom gigante nel 2010; slalom gigante nel 2015)